# NT de la Guineueta
NT de la Guineueta (NT Vulpeculae) és una estrella variable a la constel·lació de la Guineueta de magnitud aparent +4,65. S'hi troba a 223 anys llum de distància del sistema solar.
NT Vulpeculae està catalogada com un estrella gegant de color blanc i tipus espectral A4III, amb una temperatura superficial de ~ 7.820 K. Amb un radi un 80% més gran que el radi solar, la seva grandària no és comparable a la de les gegants vermelles —considerablement més grans—, i la lluminositat d'NT Vulpeculae és 58 vegades superior a la lluminositat solar. Té una metal·licitat un 20% més alta que la del Sol i la seva velocitat de rotació és igual o superior a 16 km/s. És a més una binària espectroscòpica, amb un període orbital de 3.195 dies.
NT Vulpeculae és un estel amb línies metàl·liques (estel Am) i una variable Alpha² Canum Venaticorum. Aquest tipus d'estels tenen intensos camps magnètics i presenten línies espectrals fortes d'alguns elements químics que varien amb la rotació de l'estel. La lluentor d'NT Vulpeculae varia 0,05 magnituds en un cicle de 14,0 dies.